# Phlegetonia plusioides
Phlegetonia plusioides là một loài bướm đêm trong họ Noctuidae.